# Arrondissement Noisiel
Noisiel is een voormalig arrondissement van het Franse departement Seine-et-Marne in de regio Île-de-France. Het arrondissement werd opgericht op 26 februari 1993, de onder-prefectuur werd echter al op 28 april 1994 verplaatst naar Torcy dat vanaf dan ook zijn naam gaf aan het nog maar recent gevormde arrondissement.

## Kantons
Het arrondissement was samengesteld uit de volgende kantons:
- Kanton Champs-sur-Marne
- Kanton Chelles
- Kanton Claye-Souilly
- Kanton Lagny-sur-Marne
- Kanton Noisiel
- Kanton Pontault-Combault
- Kanton Roissy-en-Brie
- Kanton Thorigny-sur-Marne
- Kanton Torcy
- Kanton Vaires-sur-Marne